# René François Lacôte
René François Lacôte (auch Pierre René Lacôte, * ca. 1785; † vermutlich nach 1868) war ein französischer Gitarrenbauer, der mit den führenden Gitarristen seiner Zeit zusammenarbeitete.

## Leben
Über die biographischen Einzelheiten von Lacôtes Leben gibt es kaum Informationen, Geburtsjahr und -ort sind unbekannt, selbst über sein Todesjahr herrscht Unklarheit. Es wird in vielen Quellen mit 1855 angegeben, allerdings verweisen Sinier De Ridder auf ein Instrument, das angeblich noch 1868 von Lacôte hergestellt wurde. Über den Namen herrscht ebenfalls Unklarheit. Während sich René François überwiegend durchgesetzt hat, verwenden einige Biographen Pierre René. Auch ein 1826 erteiltes Brevet d'invention ist auf Pierre René ausgestellt.
Lacôte wurde bis ca. 1819 in Grenoble bei César Pons (1748–1831) ausgebildet. Pons und seine Söhne Joseph und Louis-David waren renommierte Instrumentenbauer, unter anderem bestellte die französische Kaiserin Marie-Louise bei Joseph Pons eine Gitarre für ihren bevorzugten Gitarristen Mauro Giuliani.

## Werk

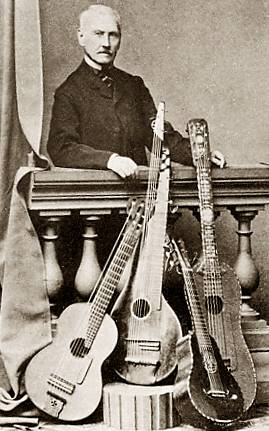
Napoléon Coste mit einem von Lacôte gebauten Heptachorde (links).

Nach seiner Ausbildung ging Lacôte nach Paris und machte sich dort als Instrumentenbauer selbstständig. In der ersten Hälfte des 19. Jahrhunderts war Paris das Zentrum des frühromantischen Gitarrespiels. Lacôte arbeitete dort mit den führenden Gitarristen seiner Epoche zusammen. So entwickelte er für Dionisio Aguado eine Gitarre mit doppelter Resonanzdecke. Es wird vermutet, dass Lacôte auch Aguados Tripodison funktional weiterentwickelte. 
Zusammen mit Ferdinando Carulli entwickelte er eine zehnsaitige Harfengitarre (Guitare décacorde bzw. Décachorde), zu der Carulli auch ein Lehrwerk schrieb (Méthode Complète pour le Décacorde). Das Instrument wurde auf den fünf Diskantsaiten mit der Stimmung A–d–g–h–e gegriffen, während die fünf Bass-Saiten in der Stimmung C–D–E–F–G leer gespielt werden sollten. Der Décachorde wurde 1826 zum Patent angemeldet.
Mit Napoléon Coste verband ihn eine lange Zusammenarbeit. 1835 entwickelte Lacôte gemeinsam mit Coste, eine siebensaitige Gitarre (Heptachorde), später legte Coste selbst Hand an die von Lacôte produzierten Gitarren, um Steg und Saitenhalter zu verbessern. Mit einem Heptachorde gewann Lacôte 1839 und 1844 Preise auf der Exposition des produits de l'industrie française.
Ab Mitte der 1830er Jahre begann Lacôte, seine Instrumente in England zu verkaufen, zunächst über englische Händler, ab 1845 mit einem eigenen Geschäft in London. Das letzte bekannte Instrument von René François Lacôte stammt aus dem Jahre 1868.
Lacôte machte eine Reihe von Verbesserungen im Gitarrenbau populär. Dazu gehören
- neue Beleistungen der Decke[10]
- systematischer Einsatz von Mechaniken[11] an durchbrochenen Kopfplatten
- zehn-, neun-  und siebensaitige Instrumente.